# Eschatologie syncrétique
 (juillet 2024).
La mise en forme du texte ne suit pas les recommandations de Wikipédia : il faut le « wikifier ».
Les points d'amélioration suivants sont les cas les plus fréquents. Le détail des points à revoir est peut-être précisé sur la page de discussion.
- Les titres sont pré-formatés par le logiciel. Ils ne sont ni en capitales, ni en gras.
- Le texte ne doit pas être écrit en capitales (les noms de famille non plus), ni en gras, ni en italique, ni en « petit »…
- Le gras n'est utilisé que pour surligner le titre de l'article dans l'introduction, une seule fois.
- L'italique est rarement utilisé : mots en langue étrangère, titres d'œuvres, noms de bateaux, etc.
- Les citations ne sont pas en italique mais en corps de texte normal. Elles sont entourées par des guillemets français : « et ».
- Les listes à puces sont à éviter, des paragraphes rédigés étant largement préférés. Les tableaux sont à réserver à la présentation de données structurées (résultats, etc.).
- Les appels de note de bas de page (petits chiffres en exposant, introduits par l'outil «  Source ») sont à placer entre la fin de phrase et le point final[comme ça].
- Les liens internes (vers d'autres articles de Wikipédia) sont à choisir avec parcimonie. Créez des liens vers des articles approfondissant le sujet. Les termes génériques sans rapport avec le sujet sont à éviter, ainsi que les répétitions de liens vers un même terme.
- Les liens externes sont à placer uniquement dans une section « Liens externes », à la fin de l'article. Ces liens sont à choisir avec parcimonie suivant les règles définies. Si un lien sert de source à l'article, son insertion dans le texte est à faire par les notes de bas de page.
- La présentation des références doit suivre les conventions bibliographiques. Il est recommandé d'utiliser les modèles {{Ouvrage}}, {{Chapitre}}, {{Article}}, {{Lien web}} et/ou {{Bibliographie}}. Le mode d'édition visuel peut mettre en forme automatiquement les références.
- Insérer une infobox (cadre d'informations à droite) n'est pas obligatoire pour parachever la mise en page.

Pour une aide détaillée, merci de consulter Aide:Wikification.
Si vous pensez que ces points ont été résolus, vous pouvez retirer ce bandeau et améliorer la mise en forme d'un autre article.
,,

« Dans le domaine des religions comparées, l'eschatologie syncrétique tente d'harmoniser les diverses vues eschatologiques de diverses religions, cherchant un terrain d'entente dans leurs visions de la fin des temps, du jugement ultime et de la transformation du monde. »

L'eschatologie syncrétique est un domaine d'étude qui explore les croyances et les doctrines sur la fin des temps et le sort ultime de l'Homme après la mort en intégrant des éléments de différentes traditions religieuses et philosophiques, et d'ainsi créer des croyances universelles dans une tentative d'union religieuse. Cette approche cherche à harmoniser les perspectives eschatologiques pour permettre une compréhension plus inclusive et unifiée du destin final de l'humanité et de l'Univers. Cette approche cherche à transcender les différentes doctrines spécifiques pour trouver des points communs et des expressions universelles sur le sujet eschatologique.

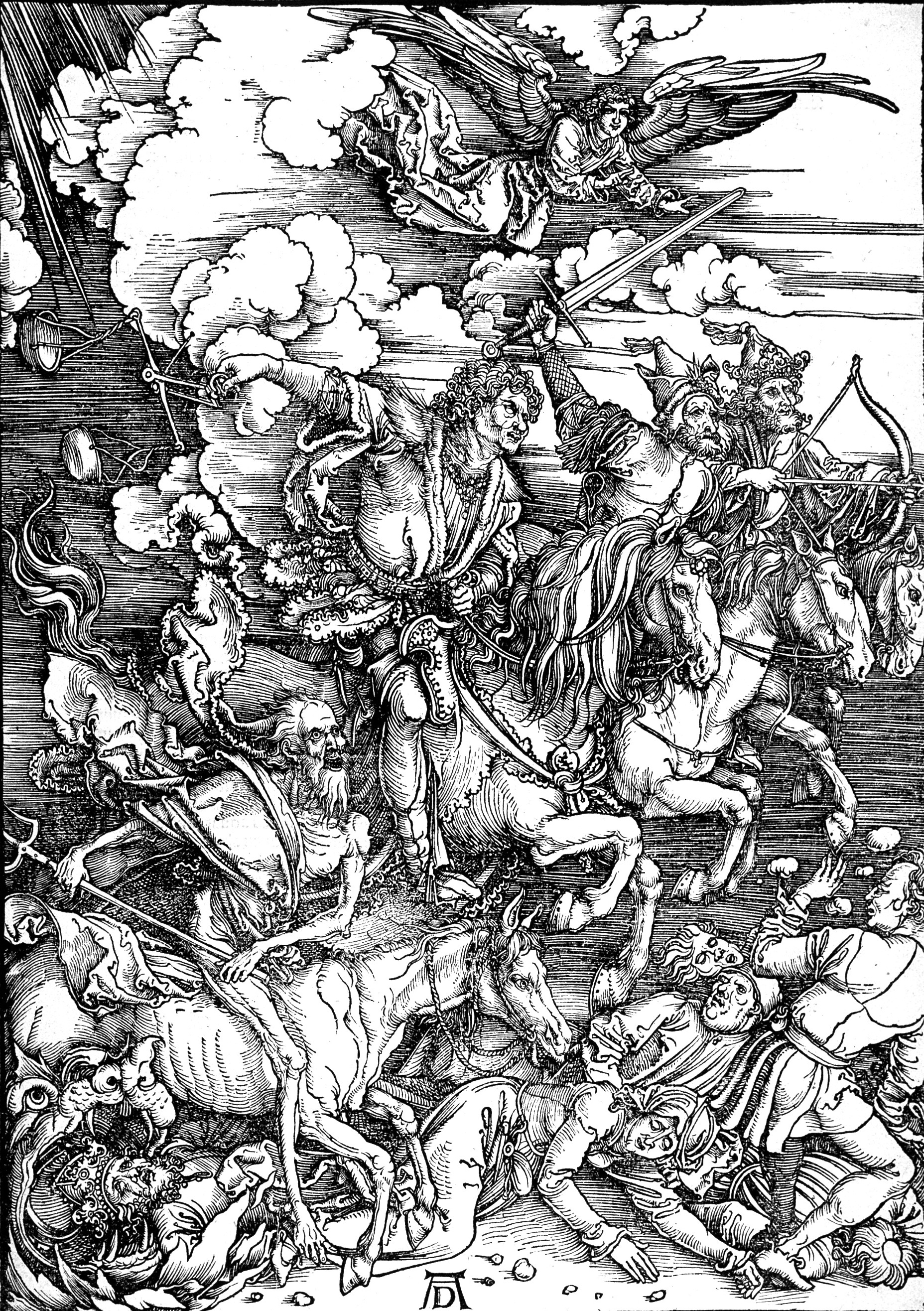
4 cavaliers de l'apocalypse

Elle vise donc à créer une vision harmonisée de cette dernière qui peut être acceptée ou comprise par les personnes de différentes croyances religieuses. Cela peut impliquer une adaptation des doctrines traditionnelles pour les rendre compatibles ou complémentaires, ou l'invention de nouvelles formes de croyances. Naturellement, le Dialogue interreligieux joue un rôle crucial dans le développement de l'eschatologie syncrétique, encourageant la compréhension mutuelle et la coopération entre les religions au moyen de croyances communes en créant des ponts entre celles-ci. Parmi les dogmes mis en avant nous pouvons retrouver 
- Le concept de rédemption universelle : idée selon laquelle toutes les âmes, quelles que soient leurs traditions religieuses, peuvent atteindre un état de salut dans l'au-delà

- La notion d'unité cosmique : c'est la croyance en une transformation globale de l'univers vers un état de paix et d'harmonie, ou toutes les différences et divisions seront transcendées. Cette notion est souvent associée à un retour à une origine divine commune.

## Critique et limite
Bien que l'eschatologie syncrétique offre une approche inclusive et respectueuse des différences religieuses, elle n'est pas sans critiques. Certains théologiens et religieux craignent qu'elle ne dilue les doctrines spécifiques et uniques de chaque tradition religieuse, ou qu'elle ne manque de profondeur théologique en cherchant trop à accommoder diverses croyances. En effet, de nombreuses critiques ont été émises quant à la discipline, notamment du fait de l'hyper simplification, comme le dira Thimothy Tennet « Le danger de l’eschatologie syncrétique réside dans sa tendance à relativiser les revendications uniques de chaque tradition religieuse. En tentant de fusionner des visions eschatologiques disparates, nous risquons de perdre le caractère distinctif et la profondeur de la compréhension de la fin des temps par chaque religion. » l'on reproche beaucoup à la discipline de simplifier l'idéal eschatologique de chaque religion en essayant de faire des parallèles entre elles, de plus la question de l'appropriation culturelle est aussi posée, chaque religion ayant été créée dans l'optique d'une doctrine religieuse et parfois culturelle unique, tenter de les mélanger peut revenir à mélanger des cultures, choses qui dans le climat actuel est mal perçu. On accuse en effet l'eschatologie syncrétique de manque de respect envers les convictions profondes et le contexte culturel des religions. Ainsi, Jacques Dupuis dira "Même si l'intention de l'eschatologie syncrétique peut être noble, rechercher un terrain d'entente entre les religions, elle néglige souvent les profondes différences qui existent entre elles. Le véritable dialogue doit respecter ces différences plutôt que de tenter de les effacer." mettant en avant la thèse selon laquelle la véritable acceptation des religions ne se trouve pas en l'unification des dogmes et croyances mais en acceptant les différences de ses dernières.